# Андре Ланге
Андре Ланге (нім. André Lange; нар. 28 червня 1973) — німецький бобслеїст, чотириразовий олімпійський чемпіон, завдяки чому вважається найкращим бобслеїстом-пілотом усіх часів та народів.
На Олімпіаді в Солт-Лейк-Сіті Ланге виборов золоті медалі в складі четвірки разом із Карстеном Ембахом, Енріко Кюном та Кевіном Куске. На туринській олімпіаді він зумів повторити цей успіх у команді, до якої входили також Кевін Куске, Рене Гоппе та Мартін Путце. Крім того, разом із Кевіном Куске Ланге виграв змагання двійок. На олімпіаді у Ванкувері золотого успіху добилася лише двійка із Кевіном Куске, а четвірка, до якої входили Куске, Путце і Александер Редігер, виборола срібні медалі.